# Бенче

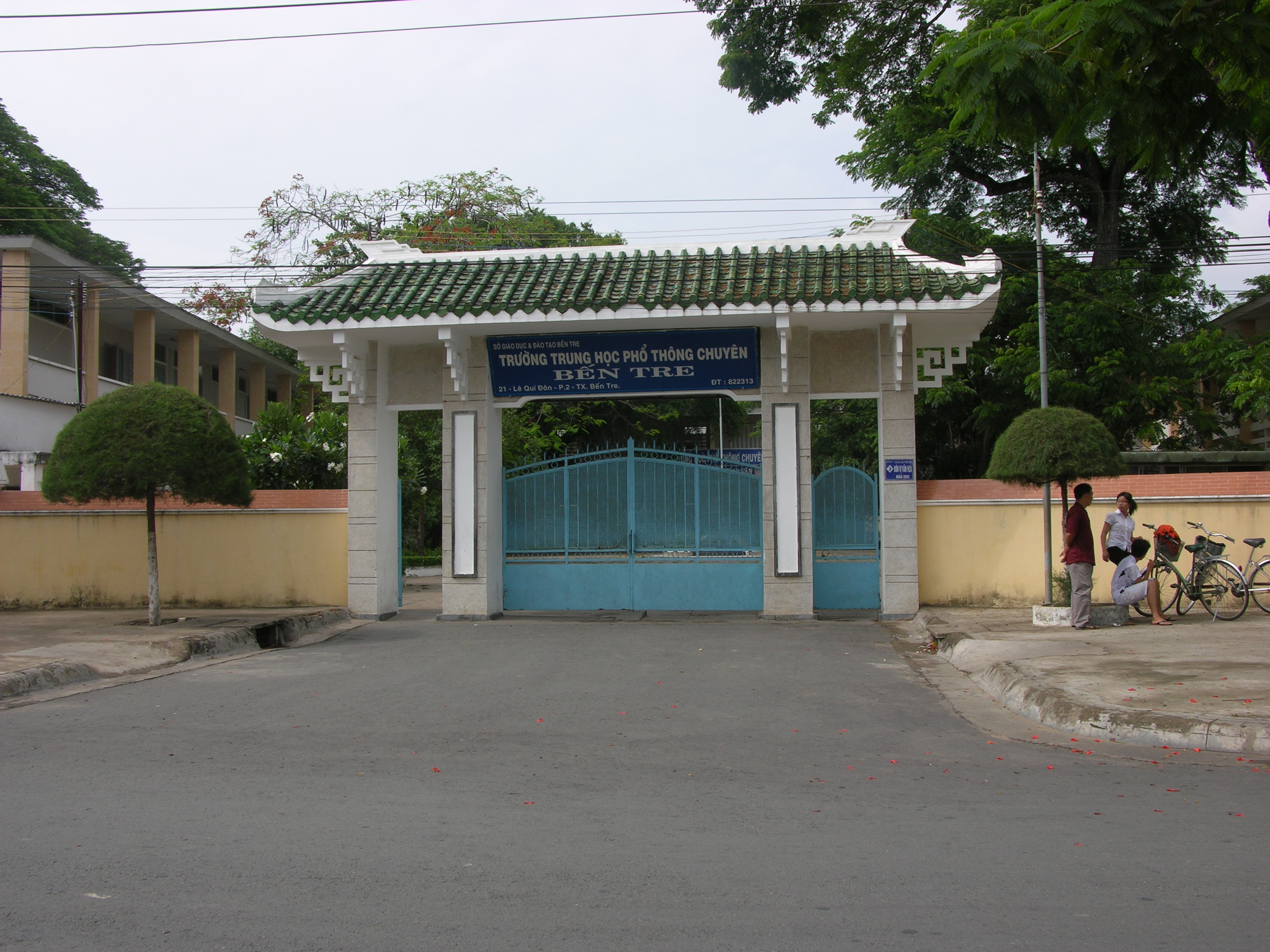
Вхідні ворота до вищої школи Бенче

Бенче (в'єт. Bến Tre) — місто на півдні В'єтнаму, столиця однойменної провінції Бенче.
Місто Бенче знаходиться за 1805 км від Ханоя і за 85 км від Хошиміну. Розташоване у дельті Меконга на річці Бенче. Відвідування міста входить у стандартну програму туру дельтою Меконгу.
До 11 серпня 2009 мав статус повітового міста, після — провінційне місто. Населення міста становить 143 639 осіб (2009 рік)
Основу економіки міста складають харчова (на всю країну відомі місцеві кокосові солодощі типу ірисок) і швацька промисловість.